# ایر گویان اکسپرس
ایر گویان اکسپرس (به انگلیسی: Air Guyane Express) یک شرکت هواپیمایی با کد یاتا 3S است که در تاریخ ۲۰۰۲ میلادی تأسیس شده‌است. دفتر مرکزی ایر گویان اکسپرس در فرودگاه کاین رشابوو واقع شده‌است و قطب این شرکت هواپیمایی در فرودگاه کاین رشابوو قرار دارد و به ۳ مقصد، پرواز انجام می‌دهد.